# لیره بانیوش
لیره بانیوش (انگلیسی: Leire Baños؛ زادهٔ ۲۹ نوامبر ۱۹۹۶) بازیکن فوتبال اهل اسپانیا است که در حال حاضر برای باشگاه فوتبال زنان اتلتیک بیلبائو بازی می‌کند. باشگاه فوتبال زنان اتلتیک بیلبائو در لیگا اف، بالاترین سطح لیگ فوتبال حرفه‌ای زنان در کشور اسپانیا اشتغال دارد.
از باشگاه‌هایی که در آن بازی کرده است می‌توان به باشگاه فوتبال زنان رئال سوسیداد، لوانته و اتلتیک بیلبائو اشاره کرد.
وی همچنین در تیم‌های ملی فوتبال زیر ۱۹ سال اسپانیا و تیم ملی محلی ایالت باسک، که به ندرت فعالیت دارد، بازی کرده است.

## دوران باشگاهی
لیره بانیوش دوران حرفه‌ای خود را در ۱۵ سالگی با باشگاه فوتبال زنان اویارتزون آغاز کرد. او به سرعت توسط باشگاه فوتبال زنان رئال سوسیداد جذب شد و بلافاصله به ترکیب این تیم اضافه شد – اگرچه اغلب به عنوان بازیکن تعویضی وارد می‌شد، که در حدود یک چهارم از ۲۰۰ بازی لیگ برتر فوتبال زنان اسپانیا که برای این تیم نماینده سن سباستیان در طول هشت فصل انجام داد، به این صورت بود. او در رئال سوسیداد به یکی از چهره‌های ثابت خط میانی بدل شد و به خاطر استقامت، توانایی بازی‌سازی و تعهد تاکتیکی‌اش شناخته شد.
در سال ۲۰۱۹، بانیوش در تمامی دقایق فینال جام ملکه بازی کرد و پاس گل پیروزی را داد تا باشگاه فوتبال زنان رئال سوسیداد اولین عنوان بزرگ خود، قهرمانی جام ملکه فوتبال زنان ۲۰۱۹–۲۰۱۸ را با پیروزی ۲–۱ بر باشگاه فوتبال زنان اتلتیکو مادرید در ورزشگاه لوس کارمنس شهر گرانادا به دست آورد. او همچنین نقش مهمی در دو قهرمانی پیاپی جام اوسکال هریا در سال‌های ۲۰۱۹ و ۲۰۲۰ مقابل رقیب دیرینه اتلتیک بیلبائو ایفا کرد، که در آن مسابقات با عملکرد دفاعی منسجم و دوندگی بی‌وقفه تحسین بسیاری را برانگیخت.
او در آوریل ۲۰۱۹ قرارداد خود را با رئال سوسیداد تمدید کرد تا تا ژوئن ۲۰۲۱ در باشگاه بماند. پس از پایان قرارداد، در تابستان همان سال با تیم هم‌رده باشگاه فوتبال زنان لوانته قرارداد بست و به شهر والنسیا نقل مکان کرد. او به سرعت در ترکیب اصلی لوانته جا افتاد و در دو فصل نخست خود، در ۵۸ مسابقه رسمی به میدان رفت و ۵ گل به ثمر رساند. در فصل ۲۰۲۳–۲۰۲۲، تیم موفق به کسب جایگاه سوم در لیگا اف شد و به لیگ قهرمانان زنان اروپا راه یافت – هرچند در دور اول در برابر باشگاه فوتبال زنان توئنته از دور رقابت‌ها کنار رفت. در فصل بعد، آن‌ها رقابت نزدیکی با اتلتیکو مادرید برای حفظ سهمیه اروپایی داشتند اما با تنها یک امتیاز اختلاف عقب ماندند.
در ژوئن ۲۰۲۴، بانیوش با قراردادی سه‌ساله به اتلتیک بیلبائو پیوست، تیمی که سال‌ها رقیب سنتی او بود و حالا به خانه جدیدش تبدیل شد. او فصل ۲۰۲۵–۲۰۲۴ را با ۲۳ بازی در ترکیب اصلی آغاز کرد و به عنوان یکی از رهبران میانی میدان در پروژه بازسازی تیم بیلبائو، جایگاهی کلیدی به خود اختصاص داد.

## دوران ملی
در سطح بین‌المللی، لیره بانیوش عضو تیم‌های پایه تیم ملی فوتبال زنان اسپانیا بود و در ترکیب تیم ملی فوتبال زیر ۱۹ سال زنان اسپانیا در دو دوره متوالی قهرمانی زنان زیر ۱۹ سال اروپا حضور داشت. این رقابت‌ها در سال ۲۰۱۴ در نروژ و ۲۰۱۵ در اسرائیل برگزار شدند، که در هر دو آن‌ها تیم اسپانیا به فینال راه یافت و به مقام نایب‌قهرمانی رسید. بانیوش در هر دو فینال به میدان رفت و نقش پررنگی در مسیر موفقیت تیم داشت. او به خاطر بازی درخشانش در خط میانی و ثبات عملکرد، از جمله چهره‌های کلیدی تیم محسوب می‌شد. علاوه بر این، او برای تیم ملی فوتبال زنان ایالت باسک که یک تیم غیررسمی و منتخب منطقه‌ای است و تنها به صورت پراکنده مسابقه می‌دهد، نیز به میدان رفته است. حضور در این تیم بازتابی از ریشه‌های منطقه‌ای و هویت فرهنگی او در فوتبال باسک بود.

## شیوه بازی
بانیوش به عنوان یکی از بازیکنان کلیدی در خط میانی تیم‌های خود شناخته می‌شود. توانایی او در کنترل بازی و ارسال پاس‌های دقیق از ویژگی‌های بارز بازی اوست. در دوران حضورش در رئال سوسیداد، به یکی از بازیکنان محبوب هواداران تبدیل شد و نقش مهمی در موفقیت‌های این تیم ایفا کرد.
حضور او در تیم ملی جوانان اسپانیا و کسب عناوین نایب‌قهرمانی در مسابقات اروپایی، نشان‌دهنده کیفیت بالای فنی این بازیکن است.